# 吳應台
吳應台（？—？），字伯能，湖廣長沙府湘陰縣人，明末清初政治人物。同進士出身。

## 生平
崇禎三年（1630年）庚午科湖廣鄉試第六十三名舉人，崇禎七年（1634年），登甲戌科會試第二百十九名，廷試三甲第一百二十名進士，吏部觀政，本年十二月授浙江浦江县知县，当时金华、义乌两地有频繁的寇警，应台练兵抵御，贼人不敢犯境。有两个冤案，立刻为其昭雪。十二年丁憂去職。

## 家族
曾祖吴金堂，祖父吴大桂，父吴雲龍。